# Coussinet foliaire

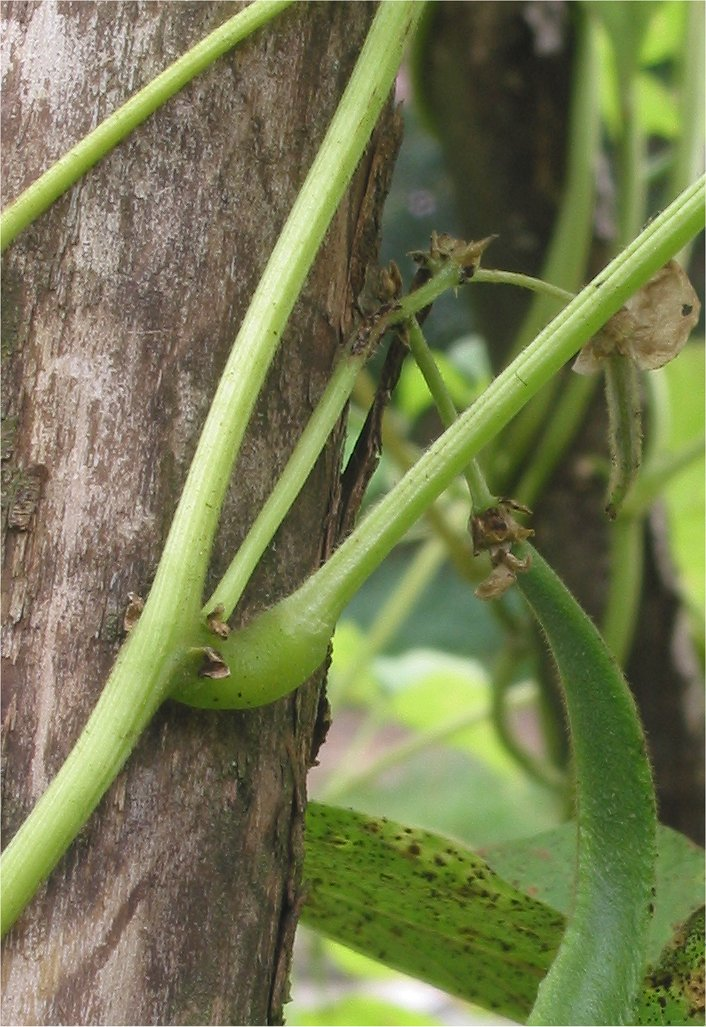
Pulvinus chez le Haricot d'Espagne.

Mouvement thigmonastique chez Mimosa pudica.

En botanique, le coussinet foliaire, appelé aussi bourrelet de pétiole ou pulvinus, est un bourrelet saillant aux articulations de la tige à la base du pétiole (pulvinus primaire), du pétiole avec les pétiolules de la penne (pulvinus secondaire) ou de la pinnule (pulvinus tertiaire), voire à la base du pédoncule de la fleur. Il est composé d'un cœur de tissus vasculaires entourés d'un cylindre de cellules parenchymateuses à la paroi cellulaire relativement fine. Ces cellules motrices, en subissant des changements rapides de turgescence, sont à l'origine du mouvement de repli des feuilles ou folioles répondant à l'alternance du jour et de la nuit (nyctinastie) ou à une stimulation tactile (thigmonastie).
Cette structure en forme de bulbe se rencontre essentiellement chez les plantes à feuilles composées (Fabaceae, Oxalidaceae).
Au niveau de ces pulvini, la similitude de la réaction des cellules motrices « avec la transmission de l'influx nerveux chez les animaux a conduit à émettre l'hypothèse selon laquelle les plantes sont, elles aussi, capables de transmettre des stimuli sous la forme d'un potentiel d'action ».